# Fontoy
Fontoy je francouzská obec v departementu Moselle v regionu Grand Est. V roce 2013 zde žilo 3 036 obyvatel.

## Poloha
Obec leží u hranic departementu Moselle a departementem Meurthe-et-Moselle. Sousední obce jsou: Algrange, Angevillers, Boulange, Havange, Knutange, Lommerange, Neufchef, Nilvange a Sancy (Meurthe-et-Moselle).

## Vývoj počtu obyvatel
Počet obyvatel